# Roškovce
Roškovce (rusínsky Ruškivci) jsou obec v okrese Medzilaborce na východě Slovenska. Před první světovou válkou byl název obce Roskócz. Žije zde 132 obyvatel.

## Poloha
Nachází se v jednom z údolí Nízkých Beskyd v ústí říčky, která se vlévá do řeky Laborec. Je vzdálena asi 11 km od okresního města Medzilaborce.

## Historie

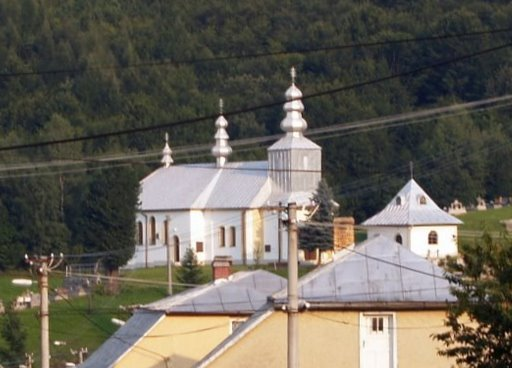
Kostel v Roškovcích

První písemná zmínka o obci Roškovce je z roku 1478. Obec patřila k panství Humenné. V roce 1787 byli jeho majiteli Kéryovci. Obec měla 50 domů a 316 obyvatel. 
V roce 1921 ze žilo 314 obyvatel, z toho 2 Čechoslováci, 296 Rusínů a 16 Židů.

## Památky a zajímavosti
- Řeckokatolický kostel z roku 1766, který si obyvatelé svépomocně přestavěli okolo roku 1980 na útulný křesťanský dům, kde se pravidelně setkávají. Kostel nese jméno Pokrov přesvaté Bohorodice.
- Na místním hřbitově je menší vojenský hřbitov padlých z první světové války.[4]
- Na území obce se nachází přírodní rezervace Jarčiská.
- V obci je sídlo mysliveckého sdružení svatého Huberta.

## Obyvatelstvo
Obyvatelstvo obce je slovenské národnosti. Mateřský jazyk obyvatelstva je rusínština. V obci žije 227 lidí, počet obyvatel má klesající tendenci. Obyvatelé obce se živili zemědělstvím a prací v lese. V obci jsou 2 obchody.
Funkci starosty vykonává Milan Čeremeta.
Katastrální výměra obce je 1255 ha.